# Blue Monday (Flunk)
Blue Monday è una canzone del gruppo musicale di musica elettronica norvegese Flunk, estratto come singolo nel 2002 dall'album in studio For Sleepyheads Only. Cover dell'omonimo singolo della band inglese New Order del 1983, si differenzia dall'originale per il ritmo molto più lento e per il ruolo maggiormente centrale dato al testo. Divenne l'unica hit del complesso e uscì come EP (intitolato appunto Blue Monday) insieme ad uno dei suoi sette remix resi disponibili all'acquisto. Venne complessivamente ben accolta dai critici, anche se Mallory O'Donnell di Stylus Magazine ebbe a dire che i Flunk «hanno soltanto messo in mostra la scarsezza della melodia» della canzone dei New Order. Venne inclusa nella colonna sonora dei film A testa alta (2004), con Dwayne Johnson e diretto da Kevin Bray, e Nancy Drew (2007), di Andrew Fleming con Emma Roberts.

## Tracce
CD - BS053CDS
Testi e musiche di Gillian Gilbert, Peter Hook, Stephen Morris and Bernard Sumner eccetto dove indicato.
1. Blue Monday – 3:55
2. Eight Days A Freak – 3:07 (Jo Bakke, Ulf Nygaard)
3. Blue Monday (howard maple mess up remix) – 4:47

The Blue Monday Remixes 12" - BS053R
1. Blue Monday (high above remix) – 6:03
2. Blue Monday (syntax erik "bad command" remix) – 4:32
3. Blue Monday (snorre seim remix) – 6:29
4. Blue Monday (rune lindbæk loves manchester mix) – 6:30

## Formazione

### Flunk
- Anja Oyen Vister – voce
- Erik Ruud – batteria
- Jo Bakke – chitarra acustica, basso elettrico

### Produzione
- Ulf Nyggard – produttore